# Sonja De Becker
Sonja De Becker (Erps-Kwerps, 21 maart 1967) is een Belgische juriste en bestuurder.

## Biografie
De Becker behaalde in 1990 een master in de rechten aan de Leuvense Universiteit. Zij trad in 1990 als juriste in dienst bij de Boerenbond. Van 1997 tot 1999 was zij Diensthoofd milieuconsulting bij het aan de Boerenbond gelieerde accountantskantoor SBB. In 1999 werd zij adjunct-algemeen secretaris en in 2001 algemeen secretaris van de Boerenbond. Zij werd ondervoorzitter in maart 2013. Op 1 december 2015 werd De Becker voorzitter van Boerenbond, in opvolging van Piet Vanthemsche. In mei 2022 volgt Lode Ceyssens haar op als voorzitter Boerenbond.
De Becker was van 2011 tot 2015 regent in de Regentenraad van de Nationale Bank van België. Zij is ook actief als voorzitter van SBB Accountants & Adviseurs. Sinds 2015 is zij voorzitter van MRBB en bestuurder van de KBC Groep, KBC Bank en KBC Verzekering.. Zij is tevens lid van de groep van 10 en participeert namens Boerenbond aan het vlaams sociaal overleg en VESOC.
Sedert mei 2022 is De Becker tevens voorzitter van de private stichting Jacob-Ferdinand Mellaerts, hoofdaandeelhouder van MRBB en bestuurder bij ACERTA waar zij ook lid is van het auditcomité. Op 1 september 2022 werd De Becker benoemd tot voorzitter van ARVESTA en van Aktiefinvest. Sinds oktober 2022 is De Becker ook bestuurder bij K&H Bank (Hongarije).
Bij KBC Groep, Bank en Verzekering is De Becker tevens lid van het Benoemingscomité en van het Risk and Compliance Committee.
Op 12 maart 2023 werd zij bij Koninklijk Besluit benoemd tot Commandeur in de Leopoldsorde. 